# 段思聡
段 思聡（だん しそう）は、大理国の第4代王。